# Улица Борисова (Сестрорецк)
Улица Бори́сова — улица в городе Сестрорецке Курортного района Санкт-Петербурга. Проходит от улицы Володарского до набережной реки Сестры.
В проектной документации 1930-х годов обозначалась как улица Красина — в честь советского государственного деятеля Л. Б. Красина.
15 мая 1965 года улице присвоено название улица Борисова — в честь Героя Советского Союза Л. Н. Борисова, уроженца Сестрорецка.
Проектом планировки улицу Борисова предполагается продлить до Ермоловского проспекта с мостом через Малую Сестру.

## Застройка
- № 3 — жилой дом (1950[4])
- № 4 — жилой дом (1968[4])
- № 5 — жилой дом (1949[4])
- № 8, корпус 1 — жилой дом (1962[4])
- № 8, корпус 2 — жилой дом (1962[4])
- № 9 — городская больница № 40. С 2012 года ведется реконструкция зданий[5].
- № 9, корпус 1 — жилой дом (1975[4])
- № 9, корпус 2 — жилой дом (1975[4])
- № 10 — жилой дом (2007[4])